# Новая Баронча
Новая Баронча (рум. Baroncea Nouă, Баронча Ноуэ) — село в Дрокиевском районе Молдавии. Наряду с селом Баронча входит в состав коммуны Баронча.

## География
Село расположено на высоте 171 метров над уровнем моря.

## Население
По данным переписи населения 2004 года, в селе Новая Баронча проживает 148 человек (75 мужчин, 73 женщины).
Этнический состав села:
| Национальность | Число жителей | Процентный состав |
| -------------- | ------------- | ----------------- |
| украинцы       | 118           | 79.73             |
| молдаване      | 27            | 18.24             |
| русские        | 3             | 2.03              |
| Всего          | 148           | 100%              |